# 5062 Glennmiller
Az 5062 Glennmiller (ideiglenes jelöléssel 1989 CZ) a Naprendszer kisbolygóövében található aszteroida. Eleanor F. Helin fedezte fel 1989. február 6-án.